# Apostolisch vicariaat Puyo
Het apostolisch vicariaat Puyo (Latijn: Vicariatus Apostolicus Puyoënsis) is een rooms-katholiek apostolisch vicariaat met als zetel Puyo, in Ecuador. Het apostolisch vicariaat is vrijgesteld en valt als immediatum direct onder de Heilige Stoel, zonder te behoren tot een kerkprovincie. 

## Geschiedenis
Het apostolisch vicariaat werd opgericht op 4 oktober 1886, als de apostolische prefectuur Canelos e Macas, uit delen van het apostolisch vicariaat Napo. Op 19 februari 1930 veranderde het van naam naar de apostolische prefectuur Canelos. Op 29 september 1964 werd het verheven tot apostolisch vicariaat. Op 18 mei 1976 veranderde het van naam naar het apostolisch vicariaat Puyo. 

## Parochies
Het apostolisch vicariaat had in 2020 een oppervlakte van 30.000 km2 en telde 90.600 inwoners waarvan 69,4% rooms-katholiek was.

## Ordinarii

### Prefecten
- Enrique Ezequiel Vacas Galindo (1898 - 1909)
- Alvaro Valladares (29 juli 1909 - 17 maart 1926)
- Agostino Maria León(17 maart 1926 - juni 1936)
- Jacinto Maria Dávila (16 september 1936 - 1948)
- Sebastião Acosta Hurtado (12 november 1948 - 1958)
- Alberto Zambrano Palacios (24 januari 1959 - 11 december 1972)

### Apostolisch vicarissen
- Tomás Angel Romero Gross (5 juli 1973 - 28 februari 1990)
- Frumencio Escudero Arenas (6 oktober 1992 - 25 juli 1998)
- Rafael Cob García (28 november 1998 - heden)